# Technologies de l'information et de la communication pour l'enseignement
Pour les articles homonymes, voir TICE.

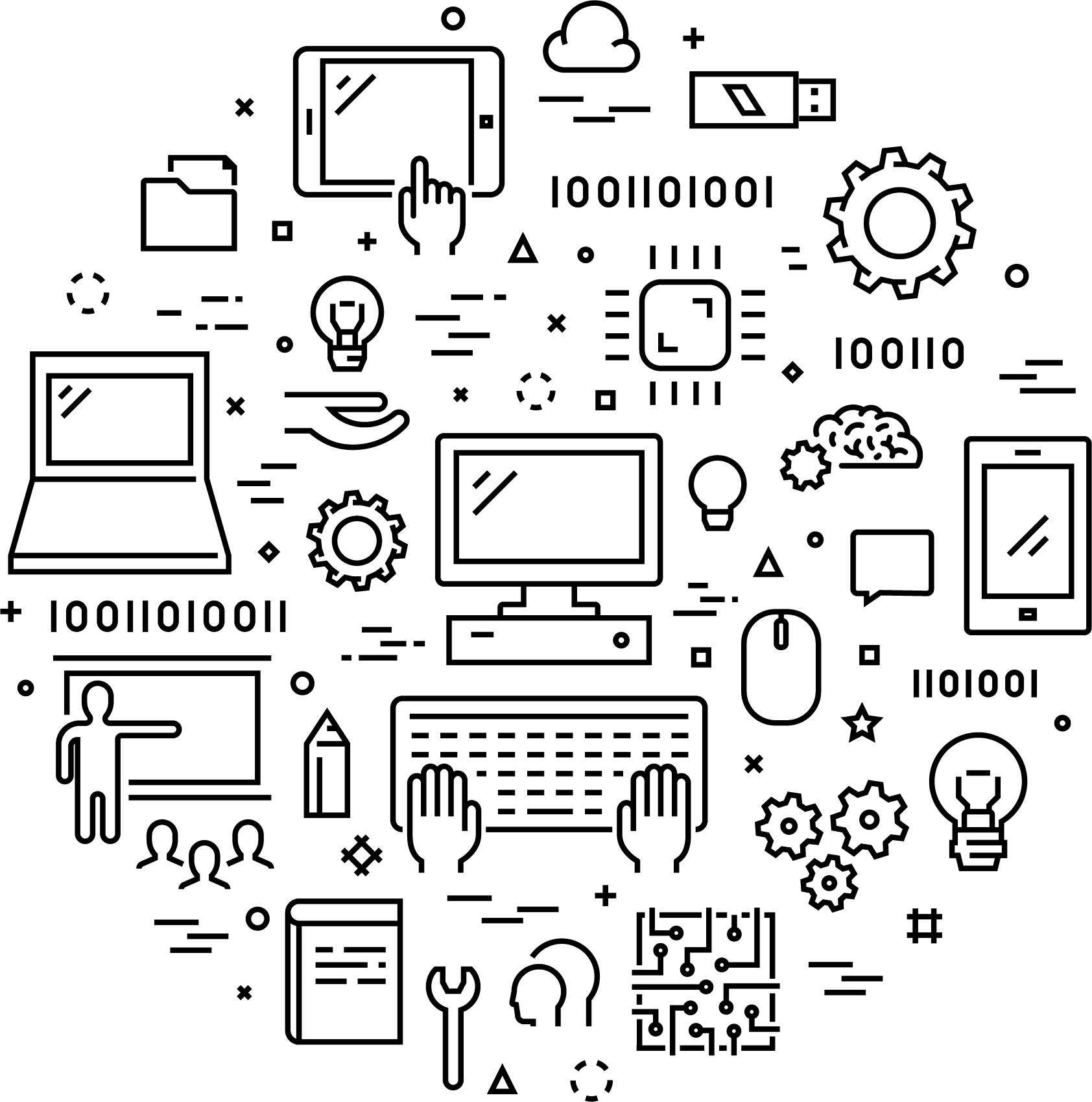
Symboles de différentes technologies éducatives.

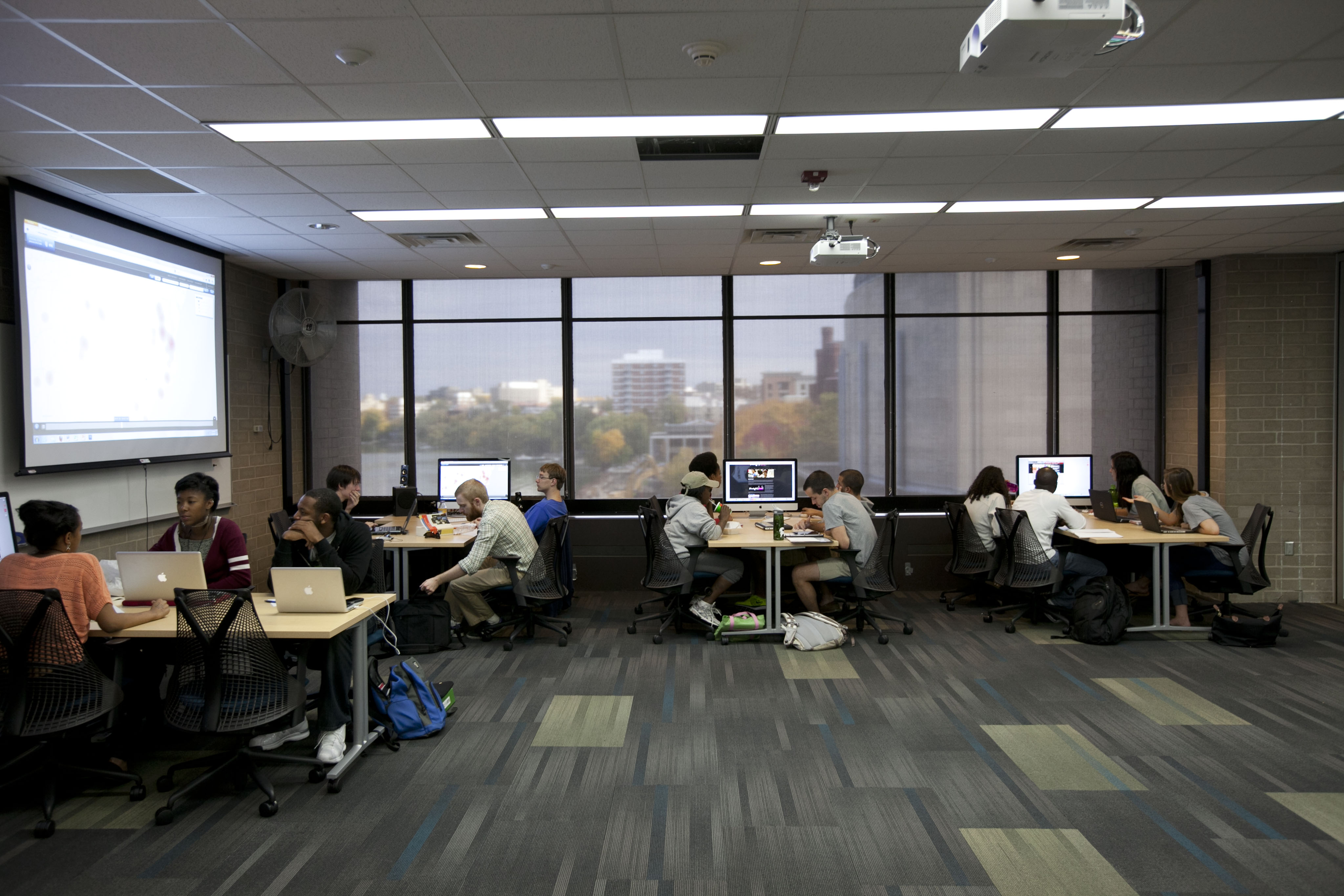
Étudiants dans une classe de laboratoire multimédia.

Pour des articles plus généraux, voir Technologies éducatives et Technologies de l'information et de la communication.
Les technologies de l'information et de la communication pour l'enseignement, plus connues sous l'acronyme TICE (prononcé [tis]), sont les technologies de l'information et de la communication (TIC) utilisées à des fins d'enseignement.
L'éducation par le numérique inclut l'utilisation de logiciels, appareils et plateformes numériques. Les TICE regroupent un ensemble d'outils conçus et utilisés pour produire, traiter, entreposer, échanger, classer, retrouver et lire des documents numériques à des fins d'enseignement et d'apprentissage. 
Entre la fin du XXe siècle et le début du XXIe siècle, l'utilisation des médias digitaux dans l'éducation se développe rapidement, concurrençant les livres, supports traditionnelles d'éducation. On parle alors de numérisation de l'enseignement.
On distingue l'éducation par le numérique (par exemple un cours sur ordinateur) de l'éducation au numérique (qui peut se faire sans numérique). L'étude des méthodes d'enseignement intégrant les TICE est quant à elle l'objet de la technopédagogie.

## Histoire
Au cours du XXe siècle, l'école a tenté de s'approprier les médias et les dispositifs techniques, avec plus ou moins de volonté et plus ou moins de moyens : radio scolaire (années 1930), télévision scolaire (années 1950), informatique (années 1970), magnétoscope (années 1980), multimédia (années 1990).
Le début des années 1900 a vu l'utilisation du premier rétroprojecteur comme outil pédagogique, ainsi que des cours diffusés en direct par la radio.
L'année 1950 a vu l'utilisation du premier ordinateur en salle de classe pour exécuter un programme informatique de simulation de vol utilisé pour former des pilotes au Massachusetts Institute of Technology.
En 1964, les chercheurs John Kemeny et Thomas Kurtz ont conçu le langage informatique Basic qui permet à plusieurs étudiants le partage et l'utilisation d'un ordinateur en même temps.
Dans les années 1980, les écoles ont commencé à s'intéresser à l'informatique ce qui a encouragé les entreprises à commercialiser des ordinateurs de masse au grand public. L'installation du réseau informatique a permis aux ordinateurs de se connecter à un système de communication plus efficace et moins cher que les machines autonomes précédentes.
En 1992, l'invention du World Wide Web a permis une navigation plus facile sur Internet et l'intérêt à l'utilisation des ordinateurs s'est rapidement accru dans les domaines de l'éducation. Les ordinateurs ont commencé à être intégrés dans les programmes scolaires; ils étaient utilisés au début dans le traitement de texte, la création de feuilles de calcul et l'organisation des données.
En 1999, 99% des enseignants des écoles publiques aux États-Unis ont déclaré avoir accès au moins à un ordinateur dans leur école, et 84% des enseignants avaient accès à un ordinateur dans leur classe.
En 2002, le Massachusetts Institute of Technology a mis ses conférences enregistrées à la disposition du public en ligne.
En 2005, la création de la plateforme YouTube a permis à des nombreux enseignants de mettre en ligne des conférences ou de courtes vidéos pour les utiliser comme supports pédagogiques en classe ; tel est le cas de la plateforme Khan Academy.
En 2008, la société Canvas Network a réalisé le premier cours d'apprentissage en ligne ouvert à tout le monde et qui contenait des présentations de webinaires et messages rédigés par des experts.
La pandémie de Covid-19 a affecté le processus éducatif par la fermeture des écoles. En raison de la propagation rapide du Covid-19, il était nécessaire de disposer d'un système d'éducation virtuelle pour permettre aux étudiants d'assister à leurs cours à domicile via leurs ordinateurs portables, téléphones et tablettes. La mise en œuvre des plateformes de médias numériques tel que Google Classroom, Zoom et Microsoft Teams et des dispositifs technologiques a créé un style d'apprentissage virtuel fiable et flexible.

### Historique dans le système éducatif français
Le gouvernement français présente le Plan Informatique pour Tous, le 25 janvier 1985, qui échoua en partie : trop peu d'heures de formation, le choix d'un matériel inadapté, le Thomson MO5 et le Thomson TO7 (mais il faut replacer ce choix dans le contexte technique de l'époque).
Néanmoins, la politique volontariste du gouvernement a permis à un grand nombre d'enseignants de se former pendant leurs vacances, en échange d'une modeste indemnité financière. Nombre de ces enseignants s'engageront activement dans les développements de l'informatique pédagogique qui vont suivre.
L'irruption du Minitel dans le paysage français va déclencher de nombreuses initiatives, locales ou nationales. Le ministère de l'éducation nationale lance notamment un volet télématique qui donne naissance à un réseau de serveurs télématiques de niveau académique, local et d'établissement, suscitant des usages dont le développement se poursuit aujourd'hui.
Utilisant les réseaux internationaux déjà développés (Bulletin Board System, réseaux des ambassades, etc.) le ministère de l'éducation nationale (bureau des innovations pédagogiques et des technologies nouvelles DLC15 puis  direction de l'information et des technologies nouvelles, DITEN B2) lance plusieurs expérimentations, dont « EDU 2000 » de 1991 à 1993, en partenariat avec le réseau de British Telecom. Il s'agit d'utilisations pédagogiques des liaisons « télématiques » (terme hérité de la période Minitel) entre la France et le Royaume-Uni.
À la suite de ces expérimentations le ministère lance en 1994 un plan de connexion des académies et établissements, avec le concours du réseau des universités, Renater.
En 1995, un certain nombre d'écoles françaises prennent l'initiative d'une connexion internet. En 1996, plusieurs académies proposent leurs sites web. Cette même année, l'Anneau des Ressources Francophones de l'Éducation, dit l'ARFE, voit le jour. Il est créé par des chercheurs, des enseignants et étudiants. Il est l'un des premiers lieux historiques sur la toile où apparaissent des ressources éducatives en ligne à télécharger. C'est en 1997 qu'est lancé un plan national pour l’équipement et la connexion de tous les établissements de l’enseignement public, de la maternelle à l’université.
Au terme proposé, l'an 2000, les lycées étaient équipés, mais les collèges et surtout les écoles devaient souvent attendre encore. Les efforts français peuvent également être placés dans le contexte de la vision de la société de l'information telle que définie par la Commission européenne et plus particulièrement des programmes eEurope qui fixent des objectifs ambitieux afin d'équiper et connecter l'ensemble des écoles européennes à l'Internet.
Pourtant la France ayant un assez grand retard d'équipement par rapport à d'autres pays européens, comme le note le Rapport Fourgous de 2010.
En 2015, François Hollande, présente le grand plan numérique. Ce dernier fait partie d’un des 34 plans qui permettrait à la France de se moderniser. Le grand plan numérique en particulier se donne pour objectif, de lutter contre les maux que connaît l’École française, notamment, le décrochage scolaire, et les inégalités sociales. Pour reprendre les termes de François Hollande, les outils numériques que sont les tablettes, les ordinateurs, rendraient l’école plus attrayante. Leur introduction au sein des écoles repose sur plusieurs postulats, qui, dans leur ensemble les présentent comme sans danger pour l’apprentissage, la santé et, la sociabilité des apprenants. Il s’agit de montrer comment ils peuvent être déconstruits.

## Enjeux

### Maitriser de nouvelles compétences
France Stratégie a révélé que de nombreux jeunes font l’objet d’un manque de maîtrise de compétences basiques leur permettant de continuer dans les études supérieures, ou encore « des compétences « génériques, servant à soutenir leur capacité de mobilité des individus face aux évolutions incertaines de l’emploi ». De fait, l’objectif serait de développer leur capacité à gérer et traiter le flux d’informations abondant, l’esprit critique par rapport aux sources d'information, l’esprit d’entraide, la créativité ainsi qu’une autonomie de l’apprentissage… Autant de compétences transversales à promouvoir pour leur permettre de s’émanciper plus dans ce monde numérique offrant de nombreuses opportunités (l’interaction, coopération, créativité). Cela nécessite de les accompagner, dès l’école primaire à s’approprier et comprendre ces environnements et leurs enjeux. L'objectif est de guider l'élève dans l'apprentissage de ces technologies, sachant que, dans les familles, il est souvent livré à lui-même. C’est pourquoi l’apprentissage des médias et de l’information au lycée est obligatoire depuis la loi d’orientation et de programmation (2013). Cette éducation est désormais inscrite dans tous les programmes de la scolarité obligatoire avec le brevet informatique et internet et du lycée.
La question serait de savoir si le numérique pourra apporter des solutions à de nombreux défis : lutter contre le décrochage scolaire et les inégalités scolaire liées aux origines sociales, apprendre aux jeunes à se protéger face à l’exploitation des données personnelles ou sites pornographie, d'escroquerie ou encore aux sites marchands plus ou moins déguisés. Il s'agit également de lutter contre la fracture numérique, afin d'apporter à toutes les catégories sociales une approche des possibilités de l'outil numérique, lorsque l'on sait que les usages sont socialement très discriminés. Pour ses détracteurs, le numérique peut être vu comme un danger d’aggraver les écarts sociaux. En effet, ils dénoncent le risque de « la surcharge cognitive », ou encore l’accentuation des stéréotypes liée au fait que certaines familles n’ont ni le recul critique ni le bagage culturel nécessaires. A l’inverse, les partisans du numérique à l’école pense que cet argument constitue une raison pour que l’école puisse s’occuper de « la formation des esprits », en transformant ses programmes, les méthodes de travail, les contenus des cours à faire acquérir aux jeunes.

### Fracture numérique
Le capital culturel et l’origine sociale, sont les principaux facteurs des disparités et des inégalités dans la maîtrise correcte des outils numériques par les jeunes dans le cadre scolaire. Des travaux effectués par plusieurs sociologues arrivent à la conclusion selon laquelle le milieu social définit la capacité et l’utilisation des outils numériques. Éric George, chercheur en sociologie de la communication expose que « 72% des utilisateurs d’internet en milieu ouvrier ont un objectif de divertissement, contre 36% seulement chez les cadres supérieurs ». Ces résultats font comprendre que les jeunes issus de milieux populaires savent jouer sur internet, télécharger des applications et utiliser les réseaux sociaux. Sans doute, les difficultés se présentent lorsqu’il est demandé à ces mêmes jeunes de faire un usage scolaire des outils numériques, leurs impuissance et incapacité est similaire voire plus importante que lorsqu’ils se trouvent devant un cahier ou un manuel. Pourtant, les classes populaires, sont celles qui disposent le plus, d’au moins un appareil de communication—environ 87% des élèves en réseau d’éducation prioritaire affirment avoir un ordinateur, 98% affirment avoir le wifi chez eux, 80% une tablette et 86% affirment disposer d’un téléphone dont 94% d’un smartphone. Le gouvernement et les collectivités territoriales, ont continué à équiper ces élèves, environ 92% des élèves affirmait avoir en classe un ordinateur avec un projecteur et 80% des tableaux blancs interactifs. On constate que les élèves originaires de milieux modestes sont suréquipés, des appareils et gadgets numériques. Selon la directrice déléguée de l’Afev, Eunice Mangado, aujourd’hui la fracture ne serai plus lié à l’équipement, mais à l’utilisation. Elle évoque notamment l’exemple de la recherche d’un stage au collège, les élèves vont se limiter à taper sur Google quelques mots, qui donneront une multitude de résultats qui ne répondent finalement à leurs recherches et qui pourrait même leur mettre en difficulté.
Une importante dotation des écoles des instruments numériques, sans pour autant un accompagnement et suivi qui permet leurs bonnes utilisations dans le cadre scolaire, peut conduire à creuser davantage les inégalités entre les élèves. Notamment “en termes d'usages, entre ceux qui ont les codes, une utilisation pour des recherches documentaires, un outil de plus dans leur bagage culturel, et ceux qui n'ont pas les codes’’ malheureusement “celui qui le maîtrise pleinement en fait un outil efficace pour son insertion, mais celui qui ne le maîtrise pas est encore plus éloigné qu'il y cinq ou dix ans’’ comme le souligne Christophe Paris, directeur général de l’Afev.
Le milieu familial et le rôle de parents influe beaucoup sur la perception que les enfants auront de des outils numériques. Dans les familles à un capital culturel élevé, on va privilégier les outils numériques pour une utilisation pédagogique, encadrée et limitée alors que dans les familles avec un faible capital culturel, il est difficile pour eux de repérer ou utiliser les possibles contenus pédagogiques. Certains chercheurs tel que Nicolas Roland ont démontré que ceux qui tirent le plus profit de pédagogies provenant dans la culture numérique (Classes, inversés, Mooc…) sont ceux qui sont déjà les plus riches et fournis au sein du cadre familiale en « compétences de littératie médiatique, capacités d’autorégulation et d’esprit critique ». L’enseignement numérique à besoin aussi d’un suivi permanent de la part des parents au même titre que l’enseignement traditionnel. Philipe Bilhouix, ancien professeur et auteur de l’essai, Le désastre de l’école numérique, explique que par exemple, dans le cadre de la « classe inversée », où il s’agit de visionner une vidéo à la maison, puis de consacrer le cours lui-même à des approfondissements ou des exercices. Tous les élèves ne regarderont pas la vidéo de la même façon : certains seront concentrés, accompagnés par leurs parents ; d’autres la regarderont d’un œil, en surfant en parallèle sur les réseaux sociaux ».
À ce problème s’ajoute celui de la communication entre les établissements et les parents d’élèves. Nombreux sont les établissements scolaires qui optent désormais pour la dématérialisation des informations liés à la scolarité (bulletins, absences, notes…). Bien qu’elle permette un suivi plus détaillé et en temps réel de la scolarité des élèves, pour les parents souffrant de la fracture numérique et plus particulièrement de l’illectronisme, ce changement représente un nouvel obstacle entre eux et le corps éducatif. « Pour eux, le mail est un instrument de torture et ce, d’autant plus qu’il est l’outil de l’injonction administrative », explique la sociologue Dominique Pasquier. La dématérialisation des démarches et suivis scolaires peut aussi contribuer à l’accentuation des inégalités sociales, puisque ces parents se verront en grande difficulté pour effectuer la demande d’une aide sociale, suivre les frais de demi-pension, etc. Le recours aux logiciels d’environnements numériques de travail (ENT), peut contribuer à renforcer l’exclusion de certains parents dans la vie scolaire de leurs enfants et risque d’augmenter les inégalités déjà très remarquables dans ce contexte de dématérialisation administrative.

### Formation enseignant
L’enjeu de la formation des professeurs est très important, ceux-ci ne sont pas forcément tous compétents dans l'usage des TIC. Pour corriger cela, des réseaux d’enseignement numérique voient le jour et se développent. De nombreux enseignants innovent dans leur manière d’enseigner ; s’approprient les supports pédagogiques et les agrègent à d’autres ressources pédagogiques. D’autres enseignants ont décidé de s’auto-former au fur et à mesure à travers des plateformes comme MOOC, Viaéduc (réseaux d’enseignement fondés par CANOPE) donnant accès à des tutoriels, mais aussi Apple Distinguished Educators (ADE) constitué de qui diffusent leur savoir-faire pour la promotion de l’innovation dans les pratiques pédagogiques. Hélas, malgré le foisonnement de plateformes d’enseignement, celles-ci sont très demandées par les enseignants et les inscriptions arrivent vite à saturation pour les milliers de professeurs qui postulent. Le défi serait, dès lors, pour l’éducation Nationale de rendre un peu plus accès aux formations pour tous les professeurs. Quant à la formation initiale, pour renforcer les compétences des futurs enseignants, une certification est devenue obligatoire en France pour être nommé professeur titulaire (depuis juin 2012) le Certificat Informatique et Internet niveau 2 Enseignant, ou C2i2e.
Les enseignants sont nombreux à critiquer le manque d’accompagnement de la part de l’État quant à l’utilisation et à la création des outils et instruments pédagogiques. Les références numériques, censées accompagner les professeurs dans la dématérialisation de l’enseignement, manquent énormément. Certains professeurs estiment que le suréquipement des élèves en outils numériques peut aller à l’encontre d’un bon exercice de leur métier. L’abondance des instruments et outils informatiques et technologique ne veut pas forcément dire pour eux qu’elle soit adaptée aux véritables problèmes des élèves. Stéphanie de Vanssay, conseillère nationale sur le numérique au syndicat UNSA Éducation affirme qu’il n’est pas pertinent d’équiper chaque étudiant. Pour elle, il faudrait plutôt « adapter le matériel en fonction des projets des enseignants. Tous n’ont pas besoin d’un tableau interactif, appareil très onéreux ». De plus, les syndicats de professeurs dénoncent aussi que les équipements varient beaucoup d’une collectivité à une autre. « Les communes n’ont pas toutes les mêmes moyens, et on se retrouve avec de grandes inégalités entre les écoles », alerte Stéphanie de Vanssay. Sans ajouter les problèmes de connexion qui rencontrent les zones isolées et les territoires outre-mer qui disposent des infrastructures numériques moins développées.
L'usage des TICE par les enseignants doit viser à améliorer l'efficacité pédagogique globale. Certaines compétences en particulier sont ciblées: la compréhension, la créativité et la mémorisation, au travers d'exercices plus individualisés ou plus collaboratifs, plus libres et plus riches tout en étant plus concrets,. À la suite de la crise sanitaire, l'enseignement hybride ou en distanciel se généralise, accroissant de fait la nécessité de penser l'usage des TICE,.

## Arguments pour et contre

### Impacts positifs

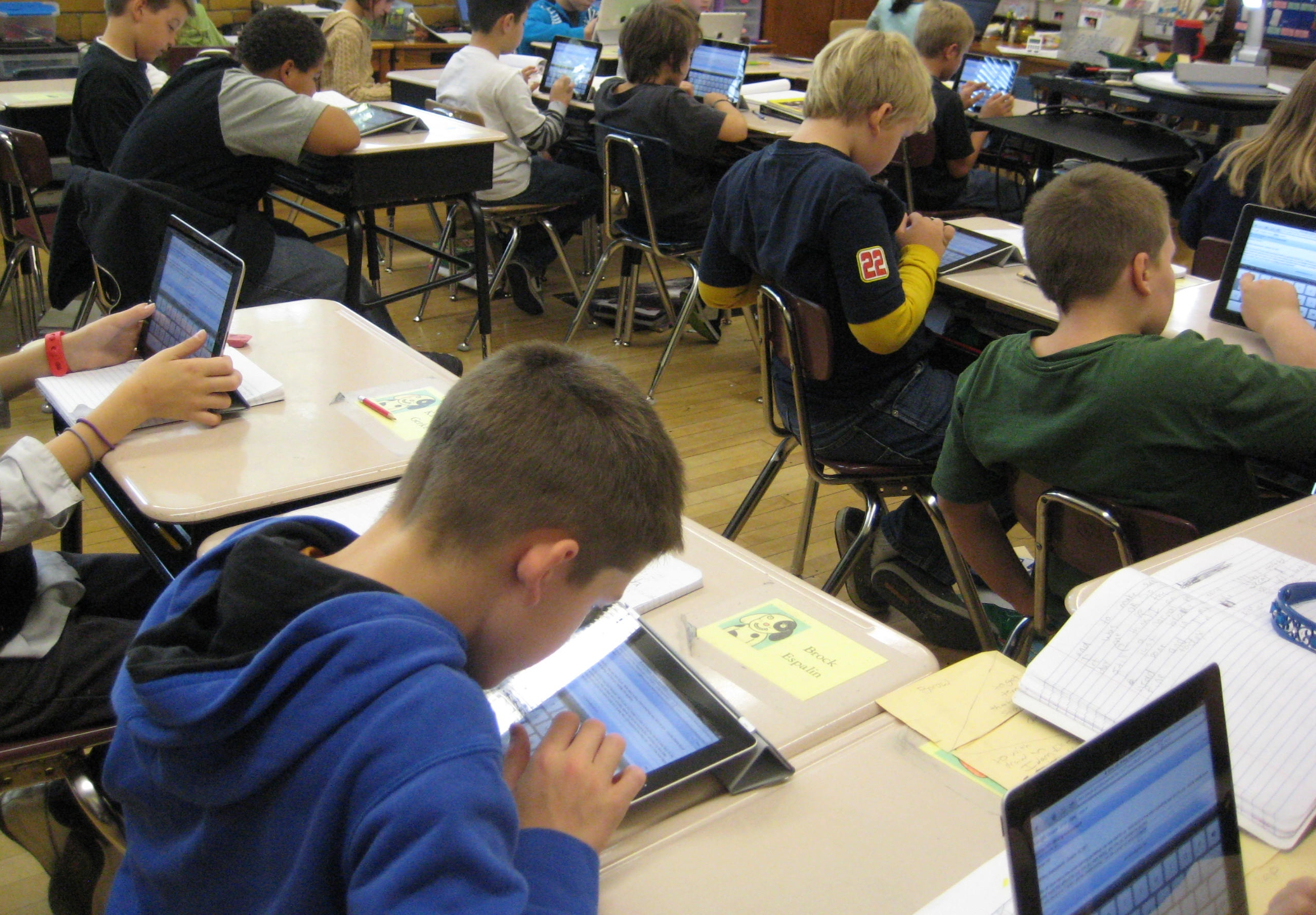
Des élèves passant une évaluation sur iPad.

L’un des avantages concerne le poids des cartables scolaire. Désormais, le cartable numérique (tablettes, ordinateurs…), plus léger, a été la solution pour l’éducation nationale pour remédier au long débat sur le poids de cartable des enfants. Ce cartable numérique dispose de possibilité de partage et d’accès à des documents, des contenus variés. Les outils de communication numériques permettent aux étudiants de dialoguer avec leurs professeurs en dehors de la salle de classe sur les problèmes ou les questions qu'ils se posent. Aussi, le numérique sert à cibler les cas spécifiques pour mieux y répondre. D’une part, le numérique permet aussi de rattraper plus aisément les cours manqués par des élèves malades ou souffrant de handicap physique ou mentale grâce à des sites de partage des cours dédiés pour l’occasion. D’autre part, elle permet l’individualisation de l’apprentissage. D’après l’experte en nouvelles technologies Vawn Himmelsbach, les outils numériques ont la capacité de personnaliser les programmes puisque chaque personne peut apprendre à son rythme suivant ses compétences propres. L’utilisation de quiz et sondages serait l’occasion de faire participer les élèves habituellement timides.
En outre, les outils numériques ont un impact sur la bonne mémorisation et motivation des élèves. D’après l’étude Learning in One-to-One Laptop Environments, cela augmente « la créativité, l’autonomie et le plus important le plaisir d’apprendre c’est-à-dire cette envie d’être présent ». L’école numérique est davantage stimulante pour les élèves car les outils sont plus dynamiques par des interactions enseignant-cours et élèves-cours plus originales qu’auparavant . L’élève n’est pas qu’un simple récepteur du cours mais il en devient aussi acteur, ce qui lui permettra de plus s’impliquer et maîtriser les leçons plus facilement. En effet, les supports visuels (écrans) stimulent plus la mémoire visuelle des étudiants. Cela explique pourquoi la tâche est plus captivante et agréable à réaliser. Aussi, ces outils permettent de faire varier les travaux et les tâches car il est possible de planifier des activités plurielles. En effet, ces supports donnent accès à des vidéos, permettent de préparer des travaux de groupes ainsi que des présentations d’exposés des élèves.
Enfin, les outils numériques constituent un gain de temps précieux. C’est le cas de diverses applications rendant la tâche facile aux enseignants grâce à une gestion de temps optimisée. Certaines évaluations, par exemple, se corrigent plus facilement car l’application se charge de la corriger automatiquement, et ce, plusieurs fois. L’application est devenue le collègue du professeur. Par ailleurs, en plus de la correction, les professeurs peuvent déléguer le rôle de la réalisation des évaluations grâce à des applications offrant une multitude d’exercices déjà préparée mais aussi remplir, en ligne, des formulaires administratifs.

### Impacts négatifs

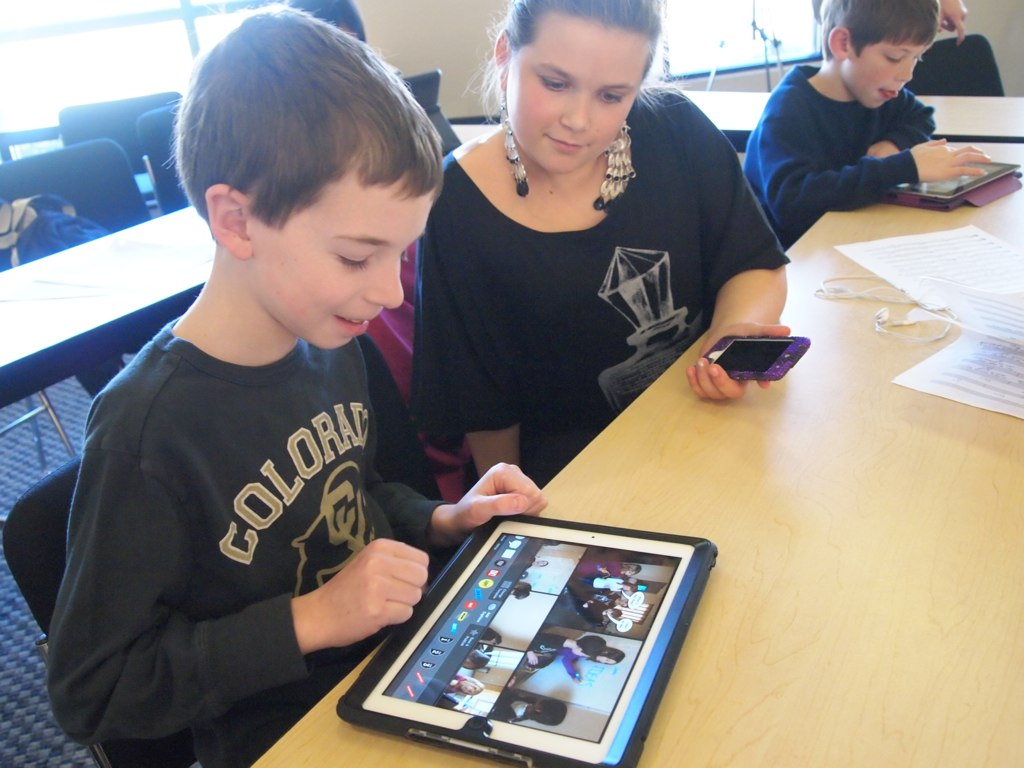
De jeunes étudiants interagissent avec un iPad dans une classe.

D’abord, l’utilisation excessive des outils pourra pénaliser à l’avenir les élèves dans des compétences où il n’en faut pas. En effet, les informations manuscrites sont mieux assimilées que celles qui sont « tapuscrites » car l’apprentissage sera plus facile grâce à la rédaction à la main que par un ordinateur. Il est primordial que les enfants entretiennent l’écriture à la main car les outils informatiques ne seront pas toujours présents comme lors des examens qui se réalisent à l’écrit. De ce fait, la prise de note doit continuer à être une habitude. A cela s’ajoute, l’OCDE affirmant 3 dans un rapport que « les pays qui ont entamé une informatisation rapide de l’éducation obtiennent des résultats décevants » : Les résultats des jeunes sont moins bons.
De plus, les outils numériques sont sans aucun doute des sources de distraction pour les élèves impactant leur attention et concentration. Les enfants parviennent moins à agréger les informations lorsqu’ils sont devant un ordinateur. Aujourd’hui les appareils connectés multitâches ont un effet sur notre capacité de concentration et d’étude. Il faudrait restreindre l’accès aux élèves afin de les circonscrire au domaine étudié mais les résultats sont limités. Dans la même veine, une étude parue dans Le Point expliquait que les outils technologiques ont un impact sur la charge de travail des élèves (de la maternelle à l’enseignement supérieur). En effet, l’étude révèle un écart entre le temps investi réellement et le temps perçu : 59% des élèves pensent gagner du temps et 33% pensent l’inverse. En réalité, cela leur demande plus de temps mais ils n’y sont pas conscients.
En termes d’investissement, les outils technologiques sont moins rentables que les manuels. Les investissements ne font qu’augmenter, l’État dépense des millions pour les équipements pédagogiques, la formation des enseignants et pour l’accès au débit. En se penchant sur ses chiffres exorbitants, il est préférable de continuer avec des manuels scolaires dont l’investissement se réalise en une fois. Pour finir, le professeur seront plus mis à contribution contrairement à ce qui disent que sa présence est indispensable. Leur rôle deviendra plus chargé désormais car il faut intervenir pour aider les élèves face à des outils dont le fonctionnement est complexe. Ainsi, l’augmentation des outils technologiques et le manque de soutien technique provoquent une multiplication des tâches : préparation des contenus de cours, des présentations, vidéos, recherche et préparation d’informations pour les contenus de cours, des vidéos, présentations… Ces tâches se compliquent lorsqu’ils sont confrontés lors de problèmes techniques (pannes informatiques obligeant les professeurs à prévoir un plan B, des applications incompatibles) ou encore la gestion à la fois des plateformes (Moodle, Pluriportail...). Autant de choses qui obligent les professeurs à allonger le travail en dehors des heures car le temps d’appropriation des ressources pédagogiques est très fastidieux. Cela s’explique par un manque de formation des professeurs. En effet, d’après une étude du Sud-Ouest, les livraisons d’outils informatiques n’ont pas été accompagnées d’un suivi des professeurs.
Selon une enquête diligentée par l'OCDE dans le cadre du programme international pour le suivi des acquis des élèves (PISA) : « Malgré des investissements considérables en ordinateurs, connexions internet et logiciels éducatifs, il y a peu de preuves solides qu'un usage accru des ordinateurs par les élèves conduise à de meilleurs résultats scolaires en mathématiques et lecture » et « les pays qui ont le moins investi dans l'introduction des ordinateurs à l'école ont progressé plus vite, en moyenne, que les pays ayant investi davantage. Les résultats sont identiques pour la lecture, les mathématiques et les sciences ». Enfin, « les associations avec l'utilisation/l'accès aux TICE est faible, et parfois négative, même lorsque sont examinés les résultats en lecture digitale et en mathématiques sur ordinateur ».
En résumé, les résultats des études PISA montrent que plus on utilise le numérique à l'école, plus les résultats en lecture, en mathématiques et en science baissent. Contrairement aux buts affichés, l'utilisation des TICE à l'école échoue à améliorer l'apprentissage des compétences traditionnelles. Ceci peut s'expliquer par le fait que l'utilisation du matériel informatique détourne des interactions humaines et de l'engagement nécessaires à la compréhension et à la réflexion approfondies.
Ainsi, selon Michel Desmurget, dans les faits, le numérique est avant tout un moyen de résorber les dépenses éducatives: les enseignants qualifiés sont difficiles à former et recruter, et le numérique permettra de les remplacer par des « guides, médiateurs, facilitateurs, metteurs en scène ou passeurs de savoir » moins formés et moins payés, tout en masquant la dégradation de la qualité de l'enseignement sous un discours officiel apaisant.
De nombreux chercheurs pensent que la surutilisation des plateformes de médias numériques dans les environnements éducatifs peut entraver la discussion et les débats intellectuels pour les étudiants ainsi que les membres du corps professoral. Avec ces types de menaces pour le système d'éducation virtuelle, il y a beaucoup d'impositions sur la façon dont cela pourrait affecter le système d'éducation virtuelle à l'avenir.

## Classification
Au-delà de cette initiation à l'informatique, outil désormais indispensable au citoyen, dont l'usage appelle aussi bien une familiarisation technique qu'une formation intellectuelle, les TICE représentent également un important potentiel d'innovations pédagogiques et un réservoir quasi infini de nouvelles pratiques pour les enseignants comme pour l'ensemble du système éducatif.
Pour esquisser une typologie rapide des ressources apportées par les TICE, il y a six familles de ressources :
- logiciels généraux (texte, son et/ou image numériques) utilisés à des fins d'enseignement ou d'apprentissage ;
- banques de données et d'informations (documents numériques : textes, images, vidéos…) pouvant être utilisées comme supports de cours et d'illustrations par l'enseignant ou pouvant servir comme source d'information pour les élèves lors de recherche documentaire ;
- manuels numériques enrichis de données nouvelles (vidéos…) et d'outil de navigation unique ;
- outils de travail personnel (exerciseurs, laboratoires personnels) capables de s'adapter au niveau des apprenants, à leurs objectifs et à leurs parcours ;
- simulateurs, systèmes experts, permettant de modéliser les phénomènes étudiés et d'en faire varier les paramètres ;
- dispositifs de travail collectif, de mise en réseau, de communication.

## TICE contemporaines
Internet et les plateformes tels que Google Classroom, Canvas, Blackboard, Slack et Discord, ont permis aux étudiants et professeurs d'obtenir et de partager des informations et des devoirs en un seul endroit. Au fil du temps, d'autres formes de médias numériques, ont été intégrées à la technologie éducative quotidienne tels que les ordinateurs portables et les moteurs de recherche internet.

### L'apprentissage en ligne
Étymologiquement l'apprentissage par des moyens électroniques, peut être caractérisé selon plusieurs points de vue : économique, organisationnel, pédagogique, technologique.
La définition de l'apprentissage en ligne (e-learning) donnée par l'Union Européenne est : « l’e-learning est l’utilisation des nouvelles technologies multimédias de l’Internet pour améliorer la qualité de l’apprentissage en facilitant d’une part l’accès à des ressources et à des services, d’autre part les échanges et la collaboration à distance ».
En anglais, le terme E-learning, employé par le monde économique, résulte d’une volonté d’unifier des termes tels que : « Open and Distance Learning » (ODL) pour qualifier sa dimension ouverte et qui vient du monde de la formation à distance, « Computer-Mediated Communication » (CMC) pour traduire les technologies de communication (Mails, Forum, Groupware) appliquées à la formation « Web-Based Training » (WBT) pour traduire la technologie dominante sur Internet pour la formation, « Distributed Learning » qui traduit plus une approche pédagogique de type constructiviste et fondée sur la Cognition Distribuée.
L'apprentissage en ligne est une modalité pédagogique et technologique qui concerne la formation continue, l’enseignement supérieur mais aussi la formation en entreprise, c’est-à-dire pour un apprenant adulte ayant une certaine autonomie dans l’organisation de son processus d’apprentissage, comme en entreprise par exemple : cette modalité peut prendre place au milieu des entreprises étant donné sa flexibilité et la richesse de ses ressources au moment de les mettre en ligne. Cependant, il faut remarquer qu’aux États-Unis, dans des textes officiels récents, l'E-learning est souvent décliné sous la forme « Enhanced-Learning through Information Technologies », pour tout type d'audience, de la maternelle à la formation continue, et qu'il inclut toutes les technologies éducatives : didacticiels, CD/Rom, Hypermédias, Tuteur Intelligent…
Ainsi, le E-learning serait un assemblage, tant de pratiques pédagogiques que de technologies éducatives qui existaient, et dont le développement proviendrait de l’explosion de la Toile (2000/2001) avec son potentiel d’ubiquité. Il semble cependant, comme pour les évolutions récentes des organisations, que le E-learning, tel qu’il est en train d’émerger, possède des caractéristiques qui le font différer des approches des technologies de l’éducation telles que nous les connaissions.
Plusieurs termes sont utilisés pour traduire le terme e-learning. La traduction la plus fidèle est apprentissage en ligne. Le « e » comme dans e-learning étant une référence explicite aux technologies de l'information et de la communication. L'apprentissage mixte conjugue les notions d'apprentissage en ligne et d'apprentissage hors ligne : il désigne une méthode d'acquisition d'un savoir ou de construction de connaissance utilisant des interactions (acteur-acteur ou acteurs-ressources) relayées par un système télématique (électronique, informatique connecté par réseau). L'apprentissage électronique peut avoir lieu à distance (en ligne), en classe (hors ligne et/ou en ligne) ou les deux. L'apprentissage en ligne est une spécialisation de l'apprentissage à distance (ou formation à distance), un concept plus général qui inclut entre autres les cours par correspondance, et tout autre moyen d'enseignement en temps et lieu asynchrone.
C'est une méthode de formation/d'éducation qui permet théoriquement de s'affranchir de la présence physique d'un enseignant à proximité. En revanche, le rôle du tuteur distant apparaît avec des activités de facilitateur et de médiateur.

#### Plateforme d'apprentissage en ligne
Une plateforme d'apprentissage en ligne, appelée parfois LMS (Learning Management System), est un site web qui héberge du contenu didactique et facilite la mise en œuvre de stratégies pédagogiques.
On trouve aussi les appellations de centre de formation virtuel ou de plateforme e-learning (FOAD).
Une plateforme e-learning (ou LMS) est un produit dérivé des logiciels CMS (content management system) mais présente des fonctions différentes pour la pédagogie et l'apprentissage.
Il s'agit d'une composante d'un dispositif e-learning mais ce n'est pas la seule.

### Les espaces numériques de travail (ENT) ou les espaces numériques d'apprentissage (ENA)
L'espace numérique de travail (ENT) est un portail en ligne sécurisé qui permet à l'ensemble des membres de la communauté scolaire (élèves, personnels enseignants, personnels non enseignants, parents) d'accéder à des services en lien avec des activités d'éducation et d'accompagnement des élèves.
Les ENT sont généralement offerts par les collectivités qui le proposent aux établissements avec l'aide des Rectorats qui débloquent les moyens humains de formation et d'accompagnement nécessaires à la diffusion des usages.
L'ENT répond à de nombreuses problématiques des TICE. Il a pour objectifs :
- moderniser l'État en permettant à chaque agent de mieux piloter son système d'information (pour manager, gérer, enseigner, etc.) ;
- moderniser le service public en offrant à tous les usagers et à leurs familles des services numériques pour apprendre ou accompagner la scolarité de leurs enfants ;
- familiariser les élèves avec des usages des technologies qui non seulement leur permettent de mieux apprendre mais encore de mieux comprendre la société de la connaissance dans laquelle ils auront à prendre place ;
- rendre possible par tous et pour tous le recours à des formes d’enseignement et d’apprentissage alternatives.

De nombreux témoignages (Projets ENT) montrent que ces impacts sont profonds. Pour répondre aux enjeux de fracture numérique les décideurs territoriaux s'appuient en complément sur des espaces publics numériques pour donner non seulement l'accès aux personnes éloignées d'Internet, mais également l'accompagnement pour apprendre à s'en servir.
Actuellement, dix plaques territoriales généralisent les ENT à l'ensemble de leurs établissements (un tiers des établissements du secondaire seront touchés à terme). Vingt-trois projets territoriaux sont accompagnés nationalement.

### Le tableau blanc interactif

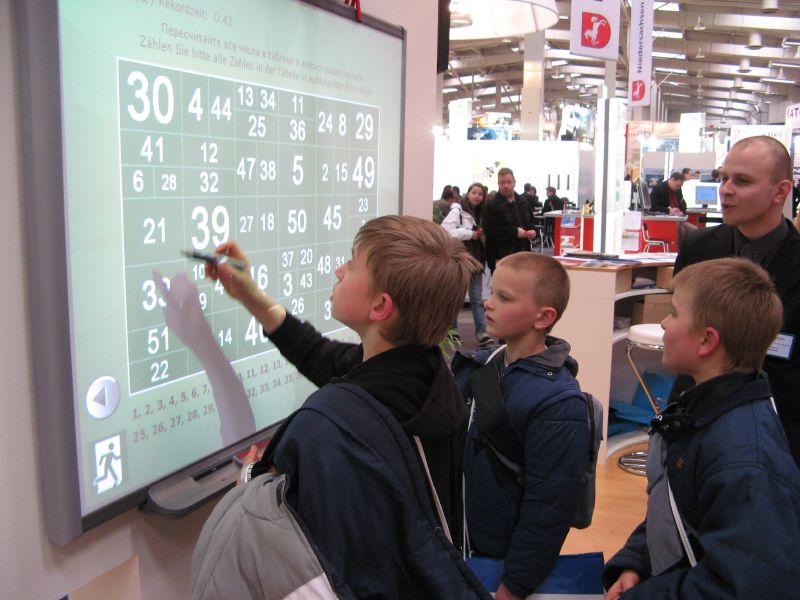
Un tableau blanc interactif lors du CeBIT 2007.

Le tableau blanc interactif (TBI) est un dispositif alliant les avantages d'un écran tactile et de la vidéoprojection.
Un écran blanc tactile est relié à un ordinateur. L’ordinateur est capable de  transmettre diverses informations au tableau blanc, dont la nouvelle position du curseur de la souris. Un vidéoprojecteur se charge d'afficher l'écran de l'ordinateur, sur le tableau blanc.
Il est donc possible d'effectuer à la main ou à l'aide d'un stylet (selon le modèle), tout ce qui est possible de réaliser à l'aide d'une souris, et ce, sur un format d'écran allant jusqu'à plus de deux mètres de diagonale. En règle générale, le tableau est fourni avec un logiciel dédié, qui permet de tirer parti des possibilités nouvelles de cette technologie.
En milieu scolaire, le TBI offre de nombreuses applications : en sciences physiques, en géométrie ou encore comme un outil de pédagogie différenciée (témoignages vidéos). Cependant, son utilisation doit répondre à un besoin pédagogique réel pour trouver toute son efficacité. Pour plus d'information sur l'usage du TBI, ainsi que des recommandations pratiques. Dans le cadre du projet 1 000 visioconférences pour l'école , l'ancien ministre de l'Éducation nationale, Xavier Darcos, a favorisé l'émergence d'applications pédagogiques du TBI autour de l'apprentissage de l'anglais.
Les applications du TBI se retrouvent dans le domaine des entreprises (conférences et réunions) ainsi que dans le domaine scolaire.

#### Efficacité du tableau blanc interactif
L’utilisation du tableau blanc interactif en milieu scolaire entraîne divers questionnements dans le domaine de l'éducation et dans la société aussi. Par exemple, on[Qui ?] peut se questionner quant à la qualité de l’utilisation en classe des technologies de l’information et de la communication par les enseignants ; quant à la possibilité qu'offre l’utilisation du TBI à l’enfant d’être actif cognitivement dans la compréhension des matières vues en classe ; quant à la possible amélioration des compétences de l'enfant avec les TIC lorsque l'enseignement se fait avec un TBI. Toutes ces interrogations sont nécessaires en milieu scolaire afin d’être sensibilisé aux divers enjeux à l’égard du TBI, mais également afin de faire un usage adéquat de cette nouvelle technologie.
Tout d’abord, l’utilisation du TBI en classe est  appropriée lorsque les enseignants ne se fient pas exclusivement à ce nouvel outil[réf. nécessaire]. En effet, il faut prévoir un plan B, car comme n’importe quelle technologie, le TBI peut avoir des problèmes techniques[réf. souhaitée]. De plus, il ne faut pas délaisser les autres moyens davantage traditionnels pour apprendre tels que la manipulation, les activités en dyade, en sous-groupe ou individuelles. Les enseignants peuvent également travailler avec d’autres TIC tels que les tablettes interactives, les iPod, les réseaux sociaux, Scratch ou la robotique. Le piège est d’enseigner uniquement avec le TBI[Quoi ?]. En fait, il devrait représenter un soutien pour l'enseignant en classe, et non prendre toute la place. Il serait important[style à revoir] d'ajouter qu'il existe également des formations quant à l'utilisation des TBI. Ces formations permettent donc de familiariser les enseignants à exploiter le TBI au maximum.
Pierre Lachance et Nathalie Frigon, personnes-ressources du RÉCIT, proposent l'approche des 3-O (TablO-BurO-CervO) pour parler d'intégration des TIC dans l'apprentissage. Ce concept met en interrelation trois lieux connus de la classe et exploités des enseignants : le tableau (ou le devant la classe), le bureau (environnement de travail de l'élève) et le cerveau (là où les apprentissages se font). L'utilisation des TBI par l'enseignant devrait ainsi permettre aux élèves de travailler dans ces trois espaces (TablO-BurO-CervO). L'enseignant est finalement tenu de varier les contextes d'apprentissage.
Le TBI peut être profitable pour certains enfants. Il va de soi que les élèves habituellement moins attentifs en classe peuvent se sentir davantage rejoints par la technologie que représente ce nouvel outil de travail. En effet, grâce au TBI, les enseignants peuvent manipuler et faire manipuler les élèves directement sur le tableau. Une étude mentionne que les tableaux blancs ont des effets positifs sur la motivation scolaire des élèves et, par conséquent, sur leurs résultats scolaires. D’ailleurs, cette étude met en lumière les grands impacts de réussite du tableau chez les garçons. De plus, les tableaux blancs permettent aux élèves de mieux apprivoiser les technologies. Les deux études consultées,, qui remarquent une corrélation entre les effets positifs sur les résultats scolaires et le TBI, mentionnent que les enseignants doivent avoir une bonne expérience avec cet outil afin d’avoir des résultats positifs à court et à moyen terme.
L’enseignement avec les technologies permet de faire une médiation cognitive avec les élèves[réf. nécessaire]. L’enseignant devient une personne ressource pour les élèves dans l’ensemble des activités. L’Organisation des Nations unies pour l'éducation, la science et la culture se positionne dans ce même type de vision de l’éducation au XXIe siècle. L’organisation mentionne à l’égard du métier d’enseignant que « celui-ci sera de plus en plus appelé à établir une relation nouvelle avec l’apprenant, passer du rôle de soliste à celui d’accompagnateur, devenant désormais non plus tant celui qui dispense les connaissances que celui qui aide ses élèves à trouver, à organiser et à gérer le savoir »,,,.

### Les tablettes interactives
Une tablette tactile est un ordinateur portable ne comportant aucun clavier ni souris. Les tablettes sont des ordinateurs mobiles très légers et maniables qui sont munies d’un écran tactile. Ce sont les doigts qui servent de souris afin de se déplacer dans les interfaces. La tablette peut être utilisée pour du traitement de texte, mais sa fonction première est de naviguer sur Internet et d’utiliser les applications proposées. Une souris et un clavier peuvent être installés à l’aide de câble USB.
L’utilisation de tablettes interactives en classe comporte plusieurs avantages. La tablette permet de réaliser une nette diminution des photocopies en classe, d’achat de manuels et de livres. Les élèves ont sur leur tablette personnelle tous les documents nécessaires à la progression de leurs apprentissages. Qui plus est, la tablette est mince et légère, ce qui permet une manipulation et un déplacement très aisé de l'objet. De plus, si l’école possède une connexion internet Wi-Fi, l’accès à Internet est très rapide.
Ensuite, avec la tablette interactive, il y a une intégration des TIC qui peut favoriser la motivation des élèves. En effet, les jeunes d'aujourd’hui sont nés dans une ère de technologie et l’utilisation de tablettes interactives peut les motiver dans leur réussite scolaire. La tablette peut être également utilisée pour la lecture de textes, de romans et de magazines, mais peut également servir pour des ateliers préconisant l’écoute de texte puisque des haut-parleurs peuvent être branchés sur la plupart des tablettes.
Les tablettes possèdent très souvent un appareil photo et vidéo, ce qui permet aux élèves de prendre des photos et d’enregistrer de courts vidéos  et, subséquemment de travailler les montages vidéo. Ce qui est également intéressant avec les tablettes comparativement aux caméras, c’est que l’utilisation de cassette pour enregistrer n’est pas nécessaire. En effet, l’enregistrement des photos et vidéos se fait directement sur la mémoire de la tablette.
Finalement, de nombreuses applications peuvent être téléchargées gratuitement ou à un coût minime comme, Dropbox, SkyMap, Zoho, SonicPicsLite et iAnnotate PDF, IBooks, Google Earth, iMovie. Aussi, les tablettes permettent de s’abonner à des journaux, tel La Presse afin d’être à jour dans les actualités. Les tablettes interactives ont également quelques inconvénients. En effet, sans connexion Wi-Fi, la tablette est presque inutile, sinon pour faire du traitement de texte. Qui plus est, si le but principal est l'utilisation en classe, la recharge des tablettes peut s'avérer compliquée,,,,.

### Scratch

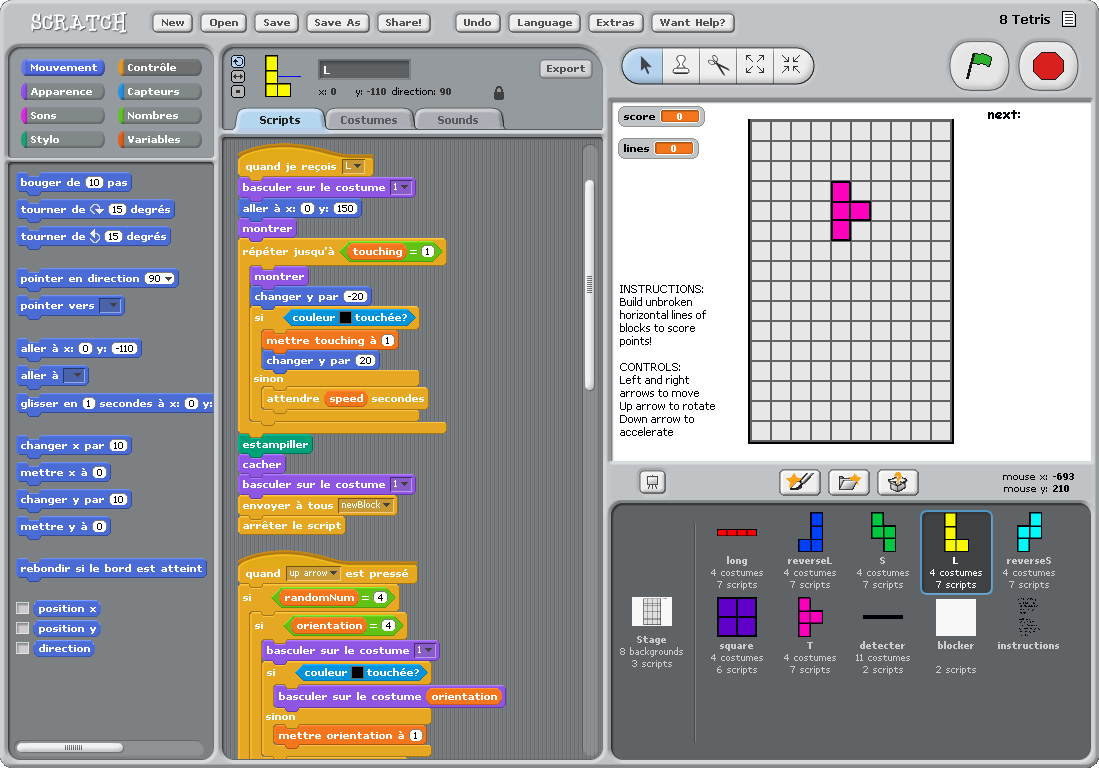
Environnement de programmation de Scratch.

Scratch est un logiciel de développement gratuit et accessible aux enfants, qui peut être utile pour les enseignants et les enseignantes au primaire qui souhaitent intégrer de la nouveauté dans leurs périodes d'informatique avec leurs élèves. Il est conseillé aux enfants de huit ans et plus, mais des essais révèlent qu'il pourrait être accessible aux plus jeunes élèves.
À ses débuts, le logiciel Scratch a été utilisé dans des centres extrascolaires, en milieux défavorisés. Les enfants de ce milieu ont démontré qu'il était très accessible et même bénéfique pour eux, malgré leurs difficultés scolaires. C'est un logiciel qui permet de développer la créativité ainsi que la curiosité intellectuelle chez les enfants. Il leur permet de développer le goût d’apprendre, puisque les apprentissages réalisés sont utiles et ont du sens. Ce logiciel fait en sorte de placer l’élève en contexte d’apprentissage/enseignement. Il doit d'abord définir ce qu'il veut créer, puis trouver et imaginer des stratégies pour faire comprendre au logiciel ce qu’il souhaite faire. Il peut ensuite partager sa création. L'enfant construit donc ses savoirs en interagissant avec le logiciel. Un enfant, même jeune, utilise facilement ce logiciel pour créer ses commandes, puisque les contrôles se distinguent par leurs différentes couleurs.
Le slogan de Scratch est « Imagine, programme, partage ». Ainsi, l’enfant choisit les actions voulues, met les actions en application et partage ensuite son résultat. Le partage motive l’enfant dans son travail. De plus, les travaux partagés peuvent être réutilisés et retravaillés. Ce logiciel développé par le Massachusetts Institute of Technology permet de faire de l’animation , mais il a aussi plusieurs autres fonctions. Les enfants peuvent créer des formes géométriques en choisissant les angles voulus, des histoires interactives, des dessins animés, des jeux, des compositions musicales, et plus encore. À l’aide de ce logiciel libre, les élèves côtoient des concepts mathématiques et informatiques en lien avec leur cheminement scolaire. Il est plus facile d’apprendre ces concepts avec un tel logiciel, car les élèves apprennent plus facilement en jouant. Cette approche ludique de l’algorithmique aide le raisonnement et la coopération.

### Rapports, actes
- Fourgous, Jean-Michel (député), sur la modernisation de l’école par le numérique Réussir l’école numérique, Rapport de mission parlementaire ; 15 février 2010, 328p, PDF
- CEE. (1995). Enseigner et apprendre. Vers la société cognitive. Luxembourg :Office des publications officielles des Communautés Européennes.
- Duchâteau, C. (1994a). Faut-il enseigner l'informatique à ses utilisateurs?. Actes de la quatrième rencontre francophone de didactique de l'informatique. Québec, avril 94. Montréal : AQUOPS.
- OCDE. (1984a). Nouvelles fonctions des enseignants et implications en matière de qualification. In Conférence internationale sur l'Éducation et les nouvelles technologies de l'information. Paris : CERI, OCDE.
- OCDE. (1984b). Les technologies de l'information et l'éducation. Choisir les bons logiciels. Paris : CERI, OCDE.

### Livres
- Philippe Bihouix et Karine Mauvilly (2016). Le Désastre de l'école numérique. Plaidoyer pour une école sans écrans, Seuil.
- Philippe Binant, Éléments d'histoire du cinéma numérique, Paris, CST, 2021 (lire en ligne).
- Derouet, J-L. (1988). La profession enseignante comme montage composite : les enseignants face à un système de justification complexe. Éducation permanente, 96.
- Duchâteau, C. (1992). L'ordinateur et l'école ! Un mariage difficile ?. Namur : CeFIS, Facultés N-D de la Paix.
- Duchâteau, C. (1994b).Socrate au pays des ordinateurs. Bulletin trimestriel de l'EPI, 74, 159-177. Paris : Éditions de l'Epi.
- Duchâteau, C. (1995a). The computer : ally or alien. In D. Watson et D. Tinsley. (Eds.), Integrating Information Technology into Education, (p. 13-26). London : Chapman & Hall.
- Duchâteau, C. (1995b). Enseigner l'informatique à l'université à de futurs utilisateurs. In 50 ans d'informatique. 25 ans d'informatique dans l'enseignement, (p. 1-12). Fribourg : Université de Fribourg.
- ERTI, (1995). Une éducation européenne. Vers une société qui apprend. Bruxelles : The European Round Table of Industrialists.
- Hodgson, B. (1995). The role and needs of mathematics teachers using IT. In D. Watson et D. Tinsley. (Eds.), Integrating Information Technology into Education, (p. 23-37). London : Chapman & Hall.
- Lasfargue, Y. (1988). Technojolies, technofolies ?. Paris : Les Éditions d'organisation.
- Lafontaine, D., Grisay, A., et Orban, M. (1987). Enseignement et enseignants : mutations et perspectives à l'heure des nouvelles technologies. Liège : Laboratoire de Pédagogie Expérimentale, Université de Liège.
- Meirieu, P. (1989). Enseigner, scénario pour un métier nouveau. Paris : Éditions ESF.
- Mœglin, P. (2010). Les Industries éducatives. Paris : Puf, Que sais-je ?